# Ingvar Johnsson
Ingvar Åke Reinhold Johnsson, född 31 mars 1942 i Mjäldrunga församling i Älvsborgs län, död 3 juni 2011 i Lextorps församling i Trollhättan, var en svensk politiker (socialdemokrat), som var riksdagsledamot 1982–2002 för Västra Götalands läns norra valkrets.